# Muntenii de Sus
Muntenii de Sus es una comuna ubicada en el distrito de Vaslui, Rumania.

## Superficie
Posee una superficie de 22,39 kilómetros cuadrados.

## Demografía
Hasta 2021 la población era de 2866 habitantes, con una densidad de población de 128,0 habitantes por kilómetro cuadrado.